# East Buttress
East Buttress je horský vrchol, respektive hřeben, který leží několik kilometrů východně od nejvyššího vrcholu Aljašky, Spojených států amerických a Severní Ameriky Denali (6 191 m). S nadmořskou výškou 4 490 metrů náleží do první dvacítky nejvyšších hor Spojených států.
V překladu z angličtiny značí East Buttress Východní pilíř. Toto pojmenování pochází od horolezců, kteří ho následně zanesli do map.
1,4 kilometry východně od East Buttress se nachází druhotný vrchol hory East Buttress-Peak 14630 (4 459 m).